# Janet Perlman

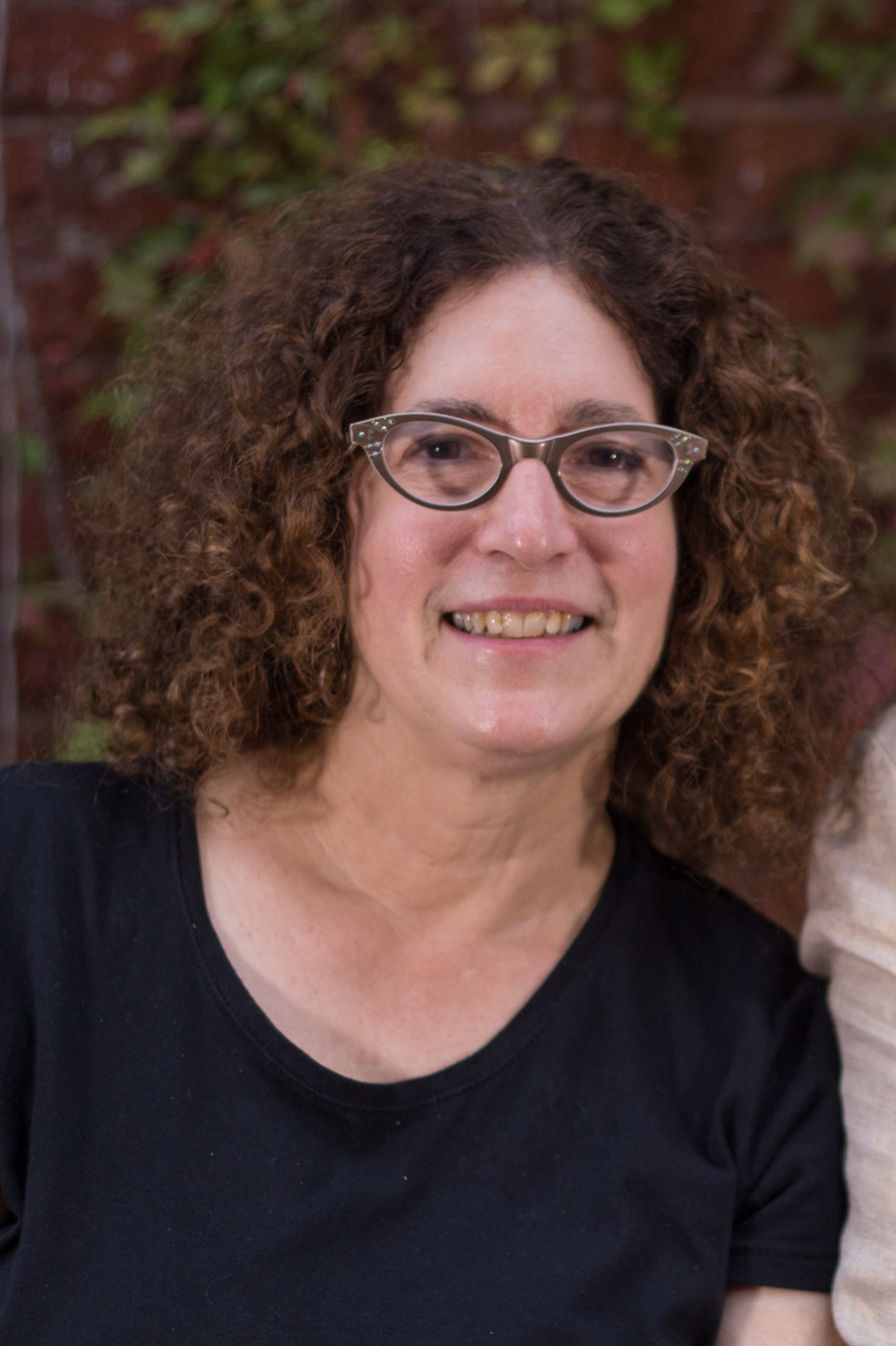
Janet Perlman 2017

Janet Laurie Perlman (* 19. September 1954 in Montréal) ist eine kanadische Animatorin sowie Autorin und Illustratorin von Kinderbüchern. Wiederkehrende Hauptpersonen ihrer Werke sind Pinguine.

## Leben
Perlman studierte am Montreal Museum of Fine Arts/School of Art and Design und kam 1973 zum National Film Board of Canada. Sie heiratete Animator Derek Lamb, der ab 1975 ebenfalls am NFB arbeitete. Beide hatten 1977 beim Film The Hottest Show on Earth erstmals zusammengearbeitet und verließen das NFB 1982. Zu Perlmans Arbeiten am NFB gehörte der 1981 erschienene Animationskurzfilm The Tender Tale of Cinderella Penguin, eine Variation des Märchens Aschenputtel mit Pinguinen als handelnden Figuren. Der Film erhielt zahlreiche internationale Preise und wurde 1982 für einen Oscar in der Kategorie „Bester animierter Kurzfilm“ nominiert.
Perlman gründete mit Lamb 1983 ihr eigenes Studio Lamb-Perlman Productions. Ihr erstes co-produziertes Werk wurde 1985 die Trickserie Sports Cartoons, die im kanadischen Fernsehen lief. Perlman war als Animatorin an zahlreichen Filmen Derek Lambs beteiligt, animierte den mit einem Oscar ausgezeichneten Kurzfilm Bob’s Birthday und schuf Tricksequenzen für die Sesamstraße. Sie arbeitete außerdem als Illustratorin und hat eigene Kinderbücher herausgebracht. Penguins Behind Bars, das in Zusammenarbeit mit Derek Lamb entstand, verfilmte sie 2003 für das Fernsehen. Produziert wurde der Film vom Animationsstudio Hulascope, das sie nach ihrer Scheidung von Lamb mit der Filmkomponistin Judith Gruber-Stitzer gegründet hatte. Die Bücher Cinderella Penguin: Or, the Little Glass Flipper, The Emperor Penguin’s New Clothes und The Penguin and the Pea sind Adaptionen bekannter Märchen, jedoch mit handelnden Pinguinen.

## Filmografie
- 1976: Lady Fishbourne’s Complete Guide to Better Table Manners
- 1978: Why Me? (mit Derek Lamb)
- 1981: The Tender Tale of Cinderella Penguin
- 1985: Sports Cartoons (TV-Serie)
- 1994: Three Men in a Kitchen
- 1994: My Favorite Things That I Love
- 1997: Dinner for Two
- 2001: Bully Dance
- 2003: Penguins Behind Bars (TV)
- 2005: Invasion of the Space Lobsters
- 2010: Sorry Film Not Ready
- 2014: Monsieur Pug

## Publikationen
- 1989: Penguins Behind Bars (mit Derek Lamb)
- 1992: Cinderella Penguin: Or, the Little Glass Flipper
- 1994: The Emperor Penguin’s New Clothes
- 2006: The Penguin and the Pea
- 2009: The Delicious Bug

## Auszeichnungen (Auswahl)
- 1978: OIAF Award, Ottawa International Animation Festival, für Lady Fishbourne's Complete Guide to Better Table Manners
- 1982: Oscarnominierung, Bester animierter Kurzfilm, für The Tender Tale of Cinderella Penguin
- 1994: Bad Bad Taste Award, Ottawa International Animation Festival, für My Favorite Things That I Love
- 1996: Hauptpreis (Kurzfilm), Montréal World Film Festival, für Dinner for Two
- 1997: Nominierung für einen Gold Hugo (Bester Kurzfilm), Chicago International Film Festival, für Dinner for Two
- 1997: Nominierung Genie Award, Bester animierter Kurzfilm, für Dinner for Two
- 2001: Golden Slipper, Zlín International Film Festival for Children and Youth, für Bully Dance